# バスケットボールパキスタン代表
バスケットボールパキスタン代表(バスケットボールパキスタンだいひょう、Pakistan men's national basketball team)は、パキスタンバスケットボール連盟によって国際大会に派遣されるバスケットボールのナショナルチームである。

## 歴史
1979年アジア選手権で6位が最高成績。また、南アジア大会で3度準優勝、2013年南アジア選手権で準優勝となる。

## 主な国際大会成績

### 夏季オリンピック
- 出場なし

### ワールドカップ（旧世界選手権）
- 出場なし

### アジアカップ（旧アジア選手権）
- 1969年 － 8位
- 1973年 － 12位
- 1975年 － 11位
- 1977年 － 9位
- 1979年 － 6位
- 1981年 － 9位
- 1983年 － 13位
- 1985年 － 14位
- 1989年 － 10位
- 1993年 － 17位